# Carlo Franzoni
Carlo Franzoni (* 1616 in Cevio; † 17. Februar 1670 ebenda) war ein Schweizer Kanzler (Schreiber) des Maggiatals und Gegner des Landvogts Jost Niklaus von Montenach.

## Leben
Carlo Franzoni war der Sohn des Giovanni Angelo. Er heiratete Caterina Orelli, Tochter des Gaspare. Von 1640 bis 1670 war er Kanzler der Gemeinde Vallemaggia. Er war ein erbitterter Gegner des Landvogts Jost Niklaus von Montenach, der ihm 1649 eine Geldstrafe auferlegt hatte. Wahrscheinlich deswegen überzeugte er die lokalen Behörden, dem Landvogt den von der eidgenössischen Tagsatzung festgelegten Betrag für die deutsche Übersetzung der Statuten des Maggiatals zu bezahlen.